# Рольф Лакур
Рольф Лакур (нім. Sportsmen; нар. 26 червня 1937, Саарбрюкен, Саар, Третій Рейх — 28 січня 2018, Пюттлінген, Саар, Німеччина) — західнонімецький борець вільного та греко-римського стилів, срібний та бронзовий призер чемпіонатів світу, чемпіон та бронзовий призер чемпіонатів Європи, учасник трьох Олімпійських ігор. Всі медалі світових та континентальних першостей здобув у греко-римській боротьбі.

## Життєпис
Рольф Лакур досяг піку своєї спортивної кар'єрі на Чемпіонаті світу з греко-римської боротьби 1965 та 1966 років, вигравши срібну та бронзову медалі відповідно. Він також фінішував четвертим у 1962 році, був п'ятим у вільному стилі в 1969 році та шостим у 1962 році. У 1969 році Лакур виграв титул чемпіона Європи з греко-римської боротьби, та здобув бронзову нагороду в 1967 році.
Лакур кваліфікувався на три Олімпійські ігри поспіль у 1964—1972 роках. Кожного разу він був близький до медалей, фінішувавши четвертим у 1964 році та п'ятим у 1968 році, обидва в греко-римській боротьбі. Потім він перейшов у вільну боротьбу, фінішувавши дев'ятим у напівлегкій вазі в 1972 році.
На національному рівні Лакур виграв чотири чемпіонькі титули в греко-римській боротьбі (1962, 1963, 1967, 1969) та шість — у вільній (1962, 1966—1969, 1972). Виступав за клуб «KSV Köllerbach» Пюттлінген.

## Спортивні результати на міжнародних змаганнях

### Виступи на Олімпіадах
| Змагання                    | Збірна    | Вагова категорія                 | Місце |
| --------------------------- | --------- | -------------------------------- | ----- |
| Літні Олімпійські ігри 1964 | Німеччина | греко-римська боротьба, до 52 кг | 4     |
| Літні Олімпійські ігри 1968 | Німеччина | греко-римська боротьба, до 52 кг | 5     |
| Літні Олімпійські ігри 1972 | Німеччина | вільна боротьба, до 48 кг        | 9     |

### Виступи на Чемпіонатах світу
| Змагання                        | Збірна    | Вагова категорія                 | Місце  |
| ------------------------------- | --------- | -------------------------------- | ------ |
| Чемпіонат світу з боротьби 1962 | Німеччина | вільна боротьба, до 52 кг        | 6      |
| Чемпіонат світу з боротьби 1962 | Німеччина | греко-римська боротьба, до 52 кг | 4      |
| Чемпіонат світу з боротьби 1965 | Німеччина | греко-римська боротьба, до 52 кг | Срібло |
| Чемпіонат світу з боротьби 1966 | Німеччина | греко-римська боротьба, до 52 кг | Бронза |
| Чемпіонат світу з боротьби 1967 | Німеччина | греко-римська боротьба, до 52 кг | 5      |
| Чемпіонат світу з боротьби 1969 | Німеччина | вільна боротьба, до 52 кг        | 5      |

### Виступи на Чемпіонатах Європи
| Змагання                         | Збірна    | Вагова категорія                 | Місце  |
| -------------------------------- | --------- | -------------------------------- | ------ |
| Чемпіонат Європи з боротьби 1967 | Німеччина | греко-римська боротьба, до 52 кг | Бронза |
| Чемпіонат Європи з боротьби 1969 | Німеччина | греко-римська боротьба, до 48 кг | Золото |